# Synthyris major
Synthyris major là một loài thực vật có hoa trong họ Mã đề. Loài này được (Hook.) A. Heller miêu tả khoa học đầu tiên năm 1900.